# Площадь Торре-Арджентина

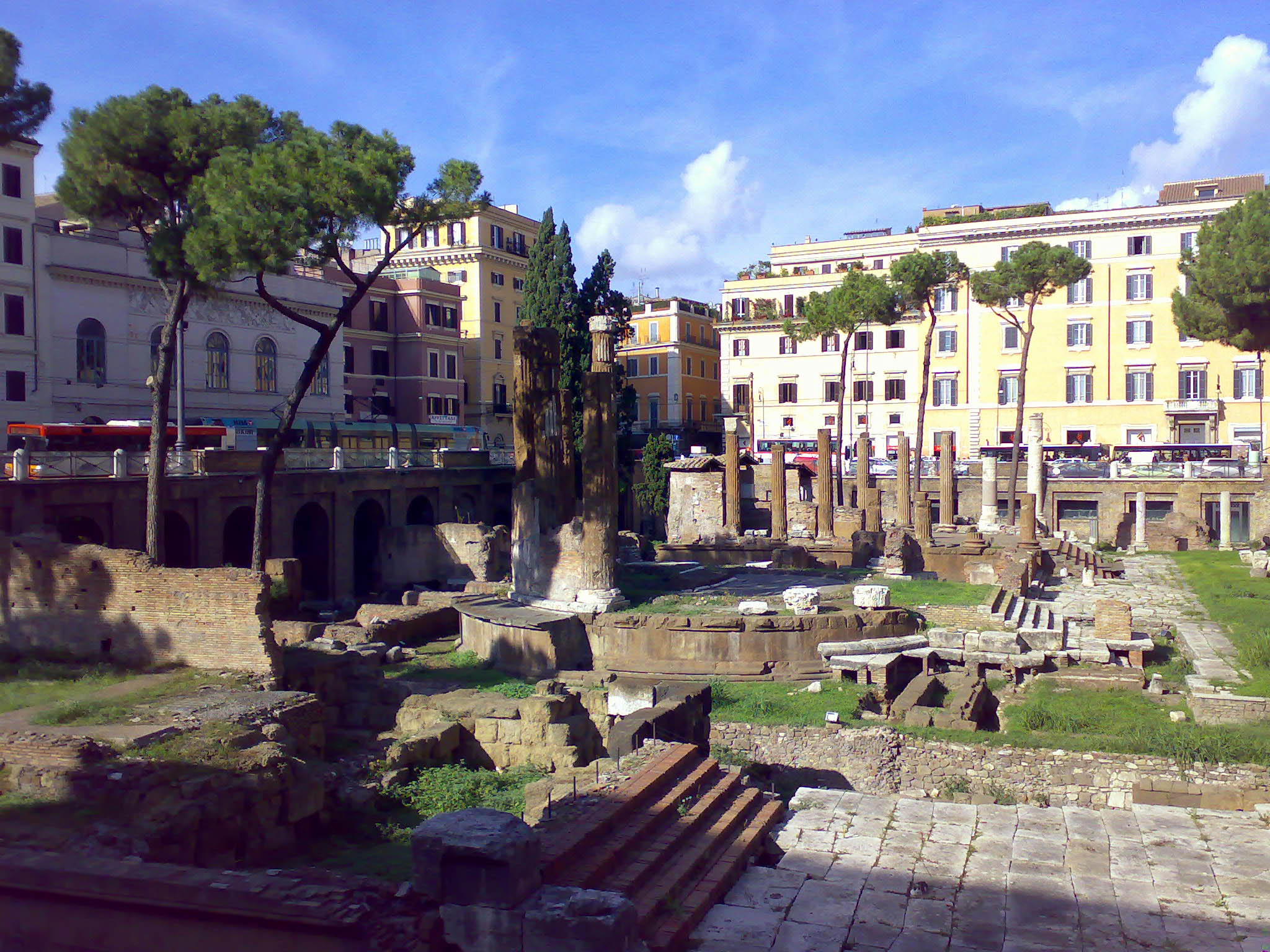
Храмовый комплекс

Торре-Арджентина (итал. Largo di Torre Argentina) — площадь в Риме, названная по башне Арджентина (torre Argentina), возведённой в 1503 году. Современная площадь возникла в 1909 году, когда были снесены жилые здания и церковь San Nicola dei Cesarini. На площади с западной стороны расположен театр Арджентина.
В 1926—28 годах начались раскопки храмового комплекса времён Римской республики. В ходе раскопок были обнаружены остатки четырёх храмов IV—II вв. до н. э., расположенные ниже уровня дороги. Так как до сих пор не определено, кому эти храмы были посвящены, их называют литерами A, B, C и D. В I веке до н. э. вокруг храмов сооружены общественные здания: с севера Hecatostylum (Зал ста колонн) и термы Агриппы, с запада — портик и театр Помпея, с юга цирк Фламиния и театр Бальба, с востока — портик Минуция. В портик Помпея была интегрирована курия Помпея — помещение, в котором в последние годы Римской республики заседал Сенат. Здесь в 44 году до н. э. заговорщиками был убит Гай Юлий Цезарь. Спустя несколько лет после убийства по приказу Октавиана, курия Помпея была закрыта, а на месте убийства, возле кресла Цезаря, была установлена бетонная конструкция шириной в три и высотой в два метра. Её археологам удалось найти осенью 2012 года.
Помимо античных руин, исторический интерес представляет башня Папито, возведённая в XII веке представителями феодального рода Папарески.